# Каменно-Садовское сельское поселение
Каменно-Садовское сельское поселение — упразднённое муниципальное образование в Новохопёрском районе Воронежской области.
Административный центр — село Каменка-Садовка.

## История
Законом Воронежской области от 25 ноября 2011 года № 161-ОЗ, преобразованы, путём объединения:
- Городское поселение город Новохопёрск, Новохопёрское городское поселение, Алфёровское сельское поселение, Каменно-Садовское сельское поселение, Новоильменское сельское поселение и Русановское сельское поселение — в Городское поселение — город Новохопёрск.

## Административное деление
В состав поселения входят:
- село Каменка-Садовка
- поселок Большевик
- поселок Плаутино